# Jiangzhou (socken i Kina, Guangxi)
Jiangzhou (kinesiska: 江洲瑶族乡, 江洲) är en socken i Kina. Den ligger i den autonoma regionen Guangxi, i den södra delen av landet, omkring 220 kilometer nordväst om regionhuvudstaden Nanning. Antalet invånare är 9651. Befolkningen består av 4 644 kvinnor och 5 007 män. Barn under 15 år utgör 27,0 %, vuxna 15-64 år 61 %, och äldre över 65 år 10,0 %.
Genomsnittlig årsnederbörd är 1 775 millimeter. Den regnigaste månaden är juni, med i genomsnitt 345 mm nederbörd, och den torraste är februari, med 29 mm nederbörd.